# Zindíq

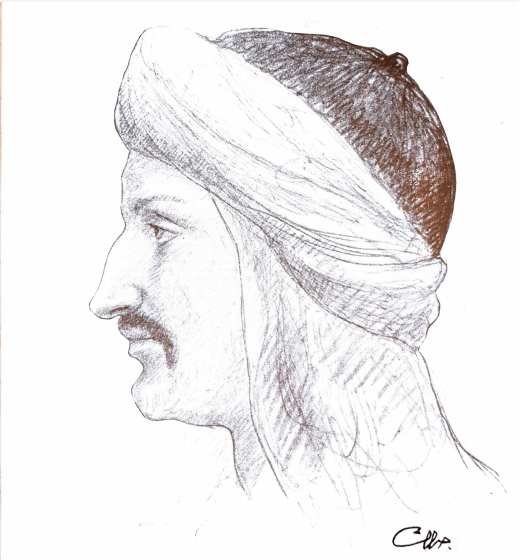
Portrét Ibn al-Muqaffa'a, spisovatele a zindíqa 9. století, od Chalíla Džibrána, 1917

Zindíq, arabsky زنديق, je v islámu jedno z označení pro kacíře, odpadlíka či jinověrce, především manicheistu. Názory zindiqů jsou označovány jako zandaq „kacířství“. Slovo zindíq nejspíše vychází ze středoperského zindík či zandik (𐭦𐭭𐭣𐭩𐭪), jímž zarathuštristé označovali manicheice, již byli chápáni jako odpadlíci od zarathuštrismu. Tento výraz pro manicheice přijali i muslimové, ale později jej rozšířili také na munáfiqún „pokrytce, falešné muslimy“ a jiné odpůrce muslimských věr, především těch v jediného Boha a soudný den. Poté jej používali různé muslimské sekty jako pejorativní označení pro své protivníky.
Počátky zindíqů jsou úzce spjaty s hnutím Šu'úbíja, jež představovalo reakci ne-arabských národů, původně především Peršanů, na privilegované postavení Arabů v muslimském světě. Část lidí označovaných jako zindiqové mohli být skuteční manicheici, jiní k myšlenkám manicheismu či jiných nemuslimských náboženství mohli z různých důvodů tíhnout. Jednou částí mohly být chápány jako národní dědictví po předcích, jež je záhodno zachovat, v tomto případě se jednalo především o spisovatele a básníky perského původu. Druhou skupinu tvořili volnomyšlenkářští učenci a filosofové jež skrze tyto myšlenky vyjadřovali své pochybnosti o islámu. Zároveň však existovali lidé u nichž bylo obvinění z toho že jsou zindíqy součástí mocenského boje.
K nejznámějším zindíqům patřil spisovatel Ibn al-Muqaffa'.

## Mulhid
Podobným termínem jako zindíq je mulhid (ملحد, z kořene l-ḥ-d „naklánět se, odchýlit se), což je výraz který může označovat odpadlíka, kacíře i ateistu. Ve svém náboženském významu se slovo objevilo již v Koránu, v době Umajjovského chalífátu se užívalo pro ty jež opustili ummu a vzbouřili se proti chalífovi. V době Abbásovského chalifátu jej počali teologové v rámci směru kalám užívat ve smyslu „kacíř“ a nakonec se počalo pro užívat pro osoby jejíchž smyšlení bylo založeno na materialistickém skepticismu či ateismu. V Osmanské říši byl termín spojen se ší'itským islámem a některými myšlenkami súfismu. Dalším příbuzným výrazem je káfir „jinověrec“.